# Qatar ExxonMobil Open 2025
Qatar ExxonMobil Open 2025 — тенісний турнір, що проходив на кортах з твердим покриттям у місті Доха (Катар) з 17 по 22 лютого. Належав до категорії ATP 500.

## Фінальна частина

### Одиночний розряд
Андрій Рубльов —  Джек Дрейпер 7–5, 5–7, 6–1

### Парний розряд
Джуліан Кеш /  Ллойд Ґласспул —  Джо Солсбері /  Ніл Скупскі 6–3, 6–2